# Marguerite Kuczynski
Anne Marguerite Madeleine Kuczynski (geborene Steinfeld; * 5. Dezember 1904 in Bischheim; † 15. Januar 1998 in Berlin) war eine deutsche Wirtschaftswissenschaftlerin und Übersetzerin.

## Leben
Marguerite Steinfeld war die Tochter von Konrad Steinfeld und Caroline Schaub. Sie legte Examina als Lehrerin für französische Grund- und Mittelschulen ab. 1921 erhielt sie ein Regierungsstipendium für Wirtschaftswissenschaften u. a. an der Brookings Institution in Washington. Hier lernte sie Jürgen Kuczynski kennen, den sie am 18. September 1928 heiratete. Mit ihm zog sie 1929 nach Berlin und emigrierte mit ihm auch 1936 nach Großbritannien. Hier setzte sie ihre wirtschaftswissenschaftlichen Arbeiten fort und beteiligte sich an den antifaschistischen Organisationen der Immigranten.
Marguerite Kuczynski gründete in England eine Bibliothek des Freien Deutschen Kulturbundes, die sie bis zu ihrer Rückkehr nach Berlin leitete. Sie engagierte sich insbesondere in der Frauenbewegung und war bspw. bis 1942 Sekretärin des Kriegshilfskomitees deutscher Flüchtlingsfrauen und anschließend im Vorstand der Women’s Co-operative Guild. Sie hielt Vorträge über den Widerstand der Frauen in Nazideutschland und veröffentlichte einen Aufsatz in der Broschüre „Women under the Swastika“. Sie organisierte Hilfsaktionen für Flüchtlinge und half bei der Beschaffung von Visa für politisch und rassistisch Verfolgte.
Im März 1947 kehrte sie nach Berlin zurück und arbeitete bei der Stadtverwaltung und im Finanzministerium, später dann im DDR-Außenwirtschaftsministerium. Von 1957 bis ca. 1984 war sie beim Institut für Marxismus-Leninismus beim ZK der SED tätig. Sie veröffentlichte als Marx-Engels-Forscherin die Neu-Edition von Marx’ Das Elend der Philosophie in Band 4 der MEW, „für die sie eine von Marx mit umfangreichen Randbemerkungen versehene französische Ausgabe nach Archivrecherchen in Japan wieder entdeckte und verwendete.“ Sie war auch verantwortlich für den Band 8 der MEW, der die Schriften von August 1851 bis März 1853 enthält. Sie wurde auf dem Dorotheenstädtischen Friedhof begraben.

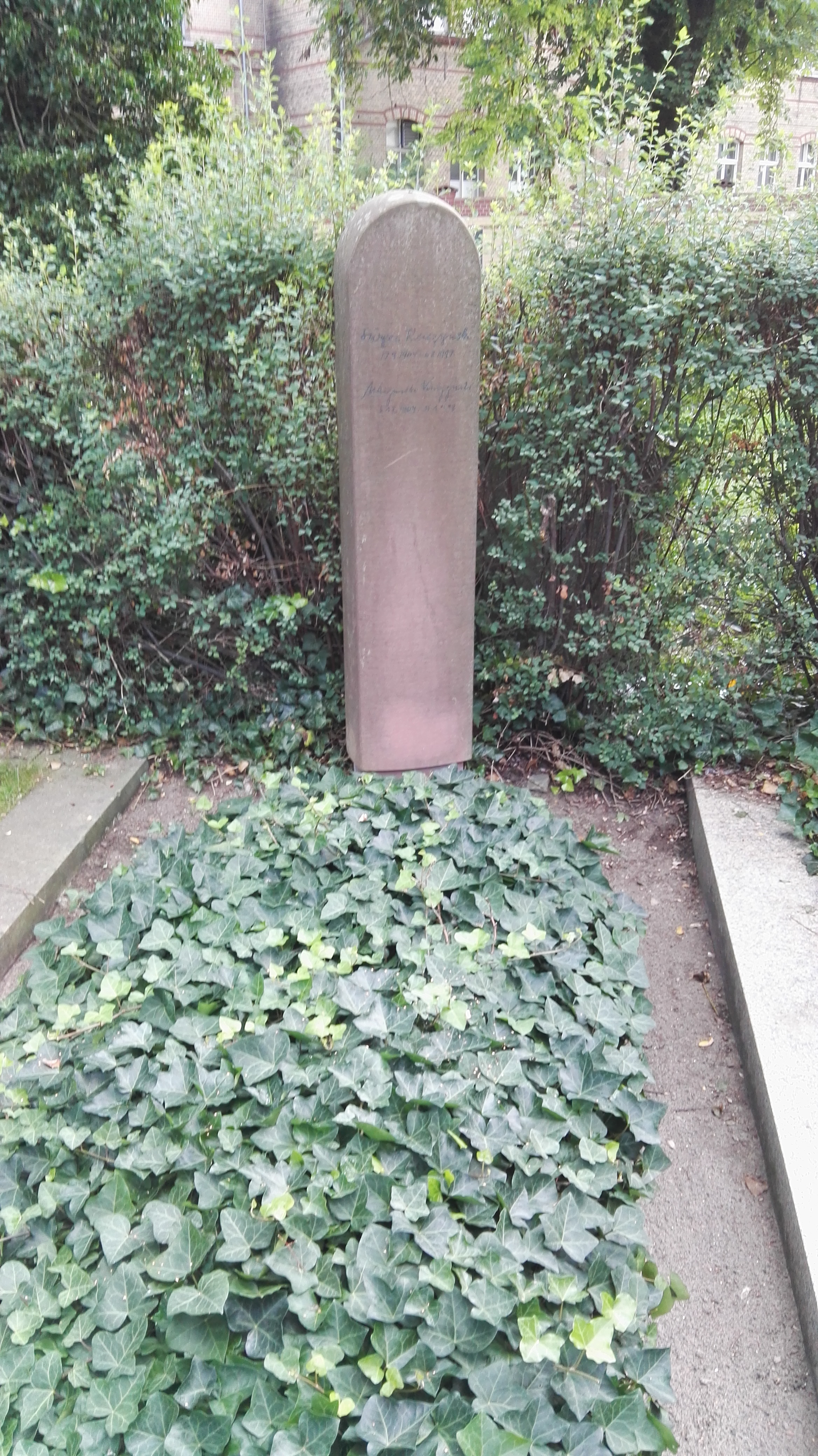
Grabstätte mit ihrem Mann

Kuczynski hatte drei Kinder: Thomas, Peter (Amerikanist an der Martin-Luther-Universität Halle-Wittenberg) und Madeleine.
1974 erhielt sie den Vaterländischen Verdienstorden in Silber und 1985 in Gold.

## Schriften (Auswahl)
- Wages and labor's share. (mit Jürgen Kuczynski). American Federation of Labor. Washington, D.C. 1927.
- Wages in manufacturing industries, 1899 to 1927. (mit Jürgen Kuczynski). American Federation of Labor, Washington 1928.
- Der Fabrikarbeiter in der amerikanischen Wirtschaft (mit Jürgen Kuczynski). C. L. Hirschfeld, Leipzig 1930.
- Die Lage des deutschen Industrie-Arbeiters (mit Jürgen Kuczynski). Internationaler Arbeiter-Verlag, Berlin 1931.
- François Quesnay: Tableau économique. Akademie-Verlag, Berlin 1965.
- Auf der Suche nach der „3. Ausgabe“ des „Tableau économique“ von François Quesnay. In: The Economic review. 17.1966, 3, S. 223–230.
- François Quesnay: Ökonomische Schriften. Akademie-Verlag, Berlin 1971–1976.
  - Band. 1. 1. Halbband. 1756 – 1759.
  - Band. 1. 2. Halbband. 1756 – 1759.
  - Band. 2. 1. Halbband. Schriften aus den Jahren 1763 – 1767.
  - Band. 2. 2. Halbband. Schriften aus den Jahren 1763 – 1767.
- Elizabeth Fox-Genovese,  Marguerite Kuczynski: The physiocratic model and the transition from feudalism to capitalism. 1972.
- Turgot zur kolonialen Frage. In: Jahrbuch für Wirtschaftsgeschichte. 18. Jg., 1977, Heft 4
- Betrachtungen über die Bildung und Verteilung der Reichtümer. Nach der von Turgot freigegebenen Ausgabe. Reflexiones sur la formation et la distribution des richesses, (par. M. Y., Paris 1770). Veröffentlicht anläßlich der 200. Wiederkehr des Todestages Turgots am 18. März 1981. Akademie-Verlag, Berlin 1981.
- Eine Jugendarbeit von Turgot. In: Jahrbuch für Wirtschaftsgeschichte. 29. Jg., 1988, Heft 1